# Championnat d'Uruguay de football 1939
Navigation
Édition précédente Édition suivante
La 37e édition du championnat d'Uruguay de football est remportée par le Club Nacional de Football. C’est le cinquième titre de champion du club dans l’ère professionnelle, le quatrième consécutif. Nacional l’emporte sur le Club Atlético Peñarol après trois matchs de barrage, les deux équipes n’ayant pu se départager au terme du championnat. Montevideo Wanderers Fútbol Club complète le podium. 
Un système de promotion/relégation est en place : le dernier du championnat rencontre en match de barrage aller/retour le club ayant remporté le championnat Intermedia, la deuxième division uruguayenne. Club Atlético Bella Vista dispute le barrage contre Club Atlético Progreso. Bella Vista se maintient en première division et Progreso échoue pour la deuxième fois consécutive en barrage
Tous les clubs participant au championnat sont basés dans l’agglomération de Montevideo.
Atilio García du Nacional est avec 22 buts le meilleur buteur du championnat pour la deuxième année consécutive.

## Les clubs de l'édition 1939
| \| Montevideo: · Defensor · Bella Vista · Central · Wanderers · Nacional · Peñarol · Racing Club · Rampla Juniors · River Plate · Sud América · Liverpool Montevideo \| Localisation des clubs engagés dans le championnat. |
| Montevideo: · Defensor · Bella Vista · Central · Wanderers · Nacional · Peñarol · Racing Club · Rampla Juniors · River Plate · Sud América · Liverpool Montevideo                                                           |

| Club                             | Stade               | Capacité | Ville      |
| -------------------------------- | ------------------- | -------- | ---------- |
| Defensor Sporting Club           | -                   | -        | Montevideo |
| Club Atlético Bella Vista        | Parque José Nasazzi | -        | Montevideo |
| Central Español Fútbol Club      | -                   | -        | Montevideo |
| Liverpool Fútbol Club            | -                   | -        | Montevideo |
| Montevideo Wanderers Fútbol Club | -                   | -        | Montevideo |
| Club Nacional de Football        | -                   | -        | Montevideo |
| Club Atlético Peñarol            | -                   | -        | Montevideo |
| Racing Club de Montevideo        | -                   | -        | Montevideo |
| Rampla Juniors Fútbol Club       | -                   | -        | Montevideo |
| Club Atlético River Plate        | -                   | -        | Montevideo |
| Institución Atlética Sud América | -                   | -        | Montevideo |

## Compétition

### Classement
Le classement est établi sur le barème de points suivant : victoire à 2 points, match nul à 1, défaite à 0.
| Rang | Équipe                           | Pts | J  | G  | N | P  | Bp | Bc | Diff |
| ---- | -------------------------------- | --- | -- | -- | - | -- | -- | -- | ---- |
| 1    | Club Nacional de Football        | 28  | 20 | 13 | 2 | 5  | 60 | 17 | +43  |
| 2    | Club Atlético Peñarol T          | 28  | 20 | 13 | 2 | 5  | 56 | 25 | +31  |
| 3    | Montevideo Wanderers             | 22  | 20 | 7  | 8 | 5  | 33 | 28 | +5   |
| 4    | Liverpool Fútbol Club            | 19  | 20 | 8  | 3 | 9  | 29 | 31 | -2   |
| 5    | River Plate                      | 19  | 20 | 6  | 7 | 7  | 25 | 30 | -5   |
| 6    | Defensor Sporting Club           | 19  | 20 | 6  | 7 | 7  | 29 | 44 | -15  |
| 7    | Racing Montevideo                | 19  | 20 | 6  | 7 | 7  | 28 | 35 | -7   |
| 8    | Central Español Fútbol Club      | 18  | 20 | 6  | 6 | 8  | 23 | 42 | -19  |
| 9    | Rampla Juniors                   | 17  | 20 | 6  | 5 | 9  | 36 | 42 | -6   |
| 10   | Institución Atlética Sud América | 16  | 20 | 5  | 6 | 9  | 36 | 37 | -1   |
| 11   | Club Atlético Bella Vista        | 15  | 20 | 5  | 5 | 10 | 27 | 41 | -14  |

| Légende : Qualifications et relégations | Légende : Qualifications et relégations          |
| --------------------------------------- | ------------------------------------------------ |
|                                         | Champion d’Uruguay                               |
|                                         | Participation au barrage de promotion-relégation |
|                                         | T : Tenant du titre P : Promus                   |

### Barrage pour la première place
| barrage       | Club Nacional de Football | 3-2 (après prolongation) | Club Atlético Peñarol | Stade Centenario                                                                |                                                                                 |
| 28 avril 1940 | Francisco Arispe 39e · Luis Volpi 98e · Atilio García 103e |                          | Adelaido Camaití 85e, 110e | Spectateurs : 43 000 Arbitrage : Aníbal Tejada Nobel Valentini Juan José Nilson | Spectateurs : 43 000 Arbitrage : Aníbal Tejada Nobel Valentini Juan José Nilson |
| 28 avril 1940 | Aníbal Paz; Luis Fazio, Juan Ramón Cabrera; Luis Alberto Pérez Luz, Rodolfo Pini, Eugenio Galvalisi; Luis Volpi, Aníbal Ciocca, Atilio García, Francisco Arispe, Roberto Porta. Entraîneur : Héctor Castro | Équipes                  | Julio Barrios; Agustín Prado, Mário Barradas; Erebo Zunino, Francisco Palermo, Raúl Rodríguez; Nicolás Orlando, Pedro Lago, Sylvio Pirillo, Severino Varela, Adelaido Camaití. Entraîneur : Athuel Velázquez | Spectateurs : 43 000 Arbitrage : Aníbal Tejada Nobel Valentini Juan José Nilson | Spectateurs : 43 000 Arbitrage : Aníbal Tejada Nobel Valentini Juan José Nilson |

### Barrage pour le maintien
| barrage aller | Club Atlético Progreso | 2-1 | Club Atlético Bella Vista |  |  |
|               |                        |     |                           |  |  |

| barrage retour | Club Atlético Bella Vista | 2-0 | Club Atlético Progreso |  |  |
|                |                           |     |                        |  |  |

| barrage match d’appui | Club Atlético Bella Vista | 3-0 | Club Atlético Progreso |  |  |
|                       |                           |     |                        |  |  |

Club Atlético Bella Vista conserve sa place en première division. Club Atlético Progreso reste en deuxième division.

## Bilan de la saison
| Championnat d'Uruguay de football 1939 |                                       |
| Champion                               | Club Nacional de Football (14e titre) |
| Promotions et relégations              |                                       |
| Promus en Primera División             | Aucun                                 |
| Relégués en Intermedia                 | Aucun                                 |

## Statistiques

### Meilleur buteur
1. Atilio García (Club Nacional de Football), 22 buts.